# علی‌بایرام‌لی (قاخ)
علی‌بایرام‌لی (به لاتین: Əli Bayramlı) یک منطقه مسکونی در جمهوری آذربایجان است که در شهرستان قاخ واقع شده است.